# M16 (Gewehr)

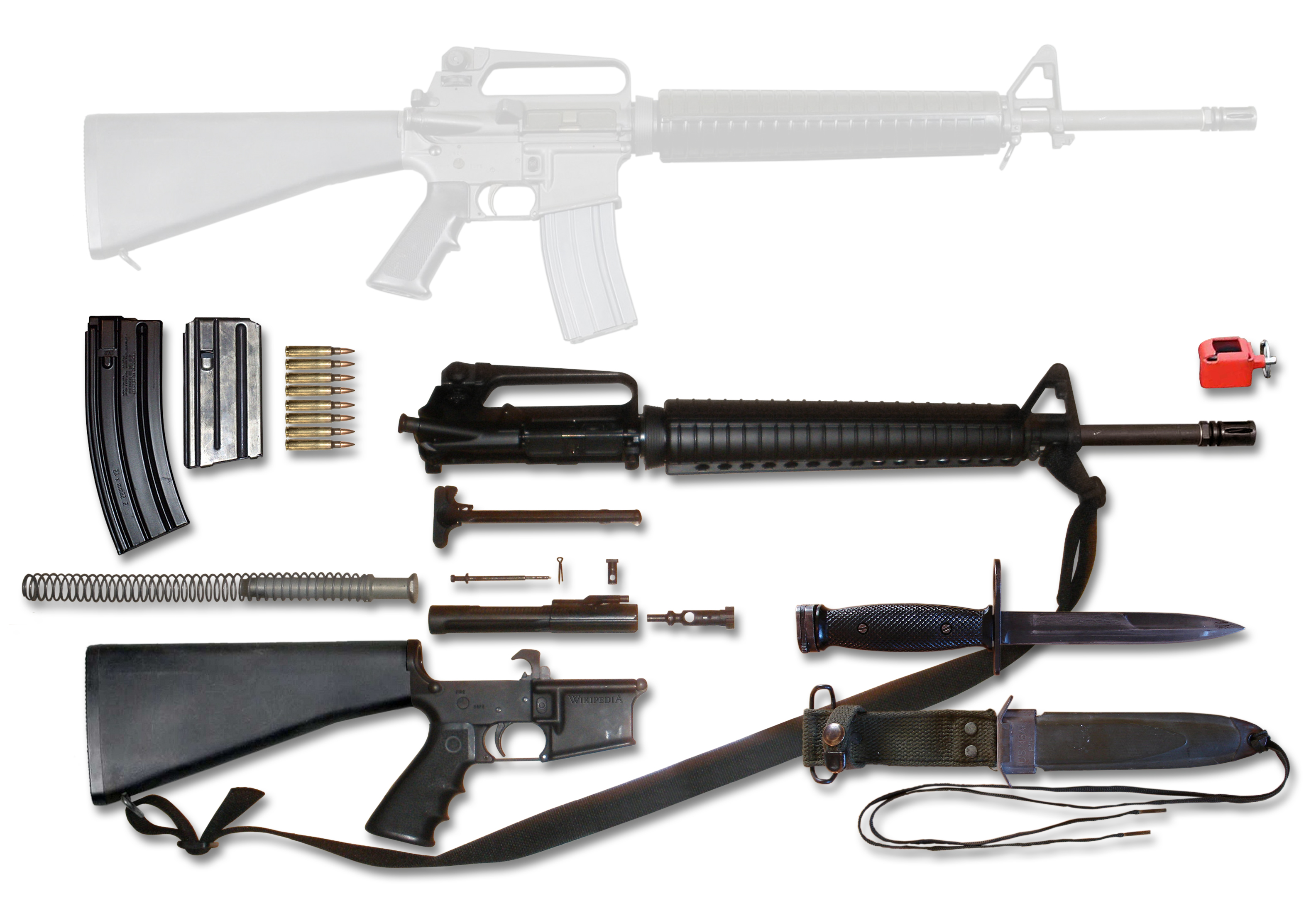
Display-Illustration eines zerlegten („Field strip“) M16 (AR 15) mit weiterem Zubehör

Das M16-Gewehr, Bezeichnung des US-Department of Defense (DOD) RIFLE 5.56-MM, M16, wurde 1967 als Ordonnanzwaffe der US-Streitkräfte eingeführt. Inzwischen wurde es weitestgehend vom Colt M4, einer kürzeren, verbesserten Variante des AR-15-Systems abgelöst. Die US-Armee wird beide Waffen wiederum durch das XM7 ablösen.

## Entwicklung

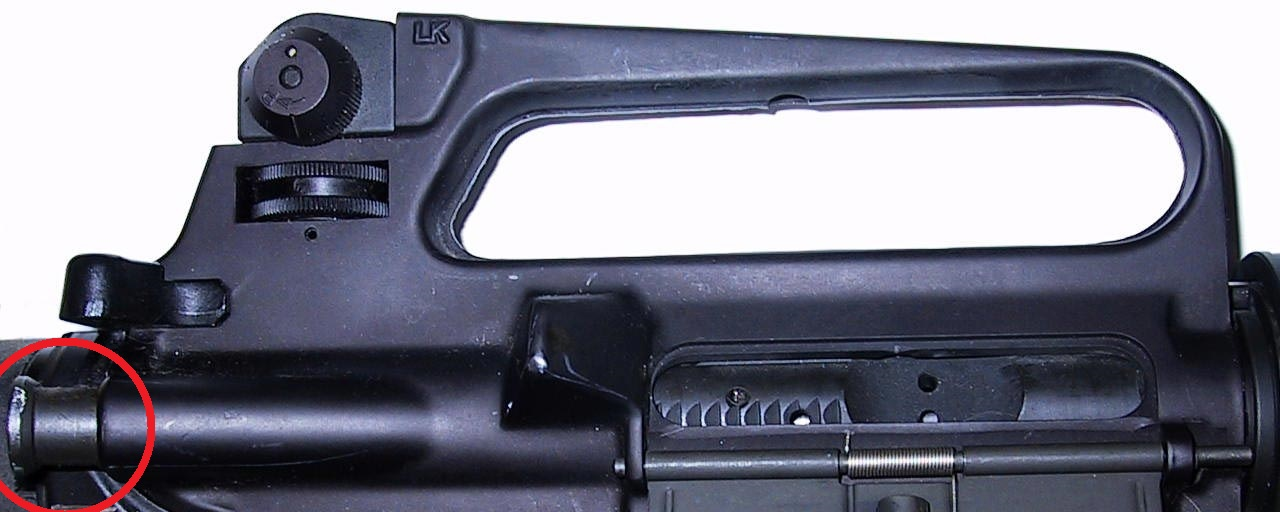
Schließhilfe eines M16A2 (roter Kreis)

Mit dem von Eugene Stoner und dem Waffenhersteller ArmaLite entwickelten Modell AR-15 wurde den Anforderungen der US-Streitkräfte an eine neue Art der individuellen Bewaffnung des Soldaten Rechnung getragen. Als Konsequenz aus dem Zweiten Weltkrieg, dem Koreakrieg sowie aus einem entsprechenden Forschungsprogramm (SALVO) kam man zu der Auffassung, dass eine hohe Kadenz (Feuergeschwindigkeit) und großer Munitionsvorrat für den Soldaten wichtiger seien als Präzision und Reichweite. Die Infanteriebewaffnung der Zukunft sollte ein Format zwischen Gewehr und Maschinenpistole sein, ohne dabei wesentlich an Waffenwirkung einzubüßen. Ähnliche Überlegungen hatten auf deutscher Seite bereits im Zweiten Weltkrieg zur Entwicklung einer Mittelpatrone und des Sturmgewehrs 44 geführt.

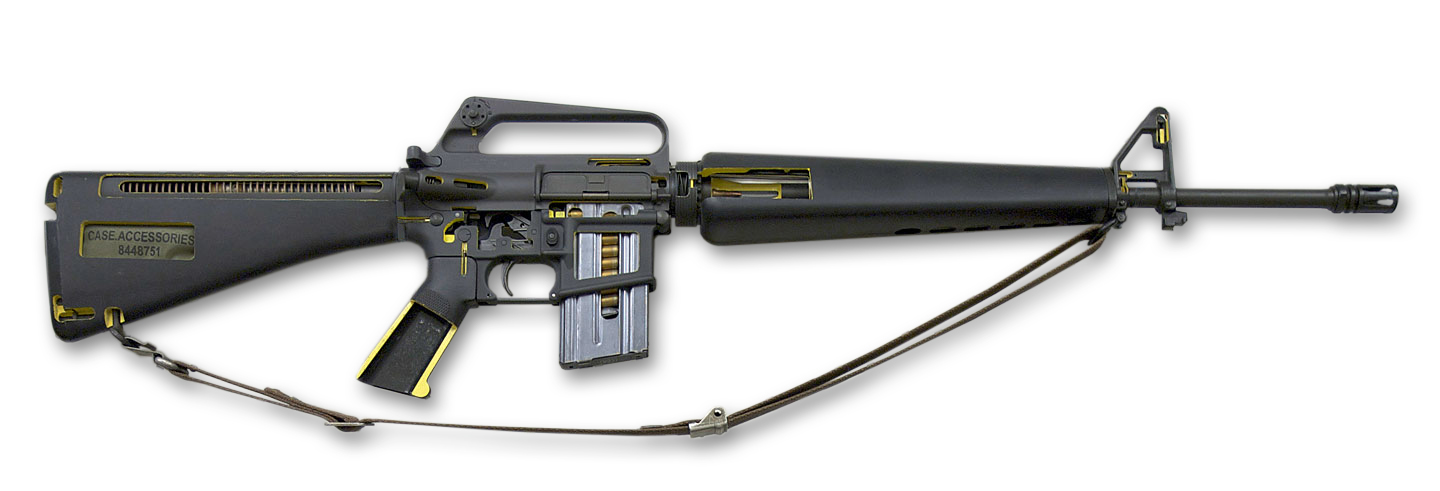
M16A1 Schnittmodell. Das Gewehrreinigungsset war in der Schulterstütze verstaut

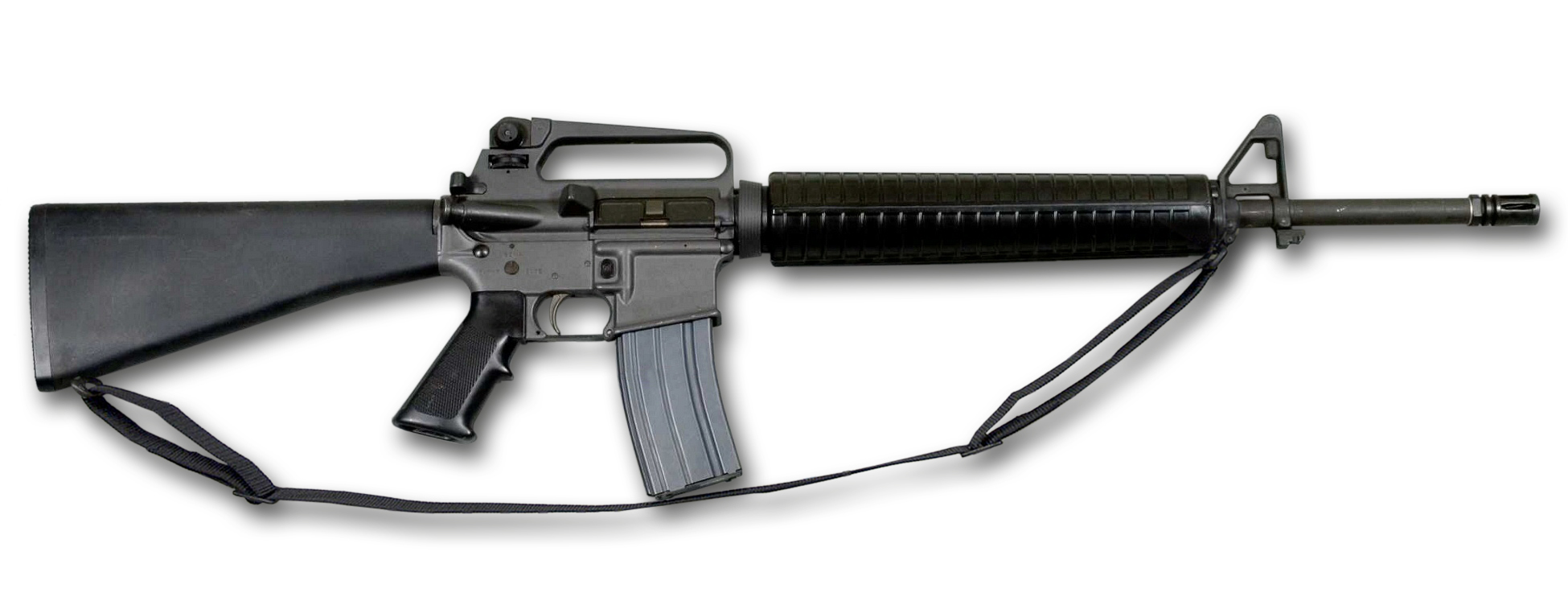
M16A2

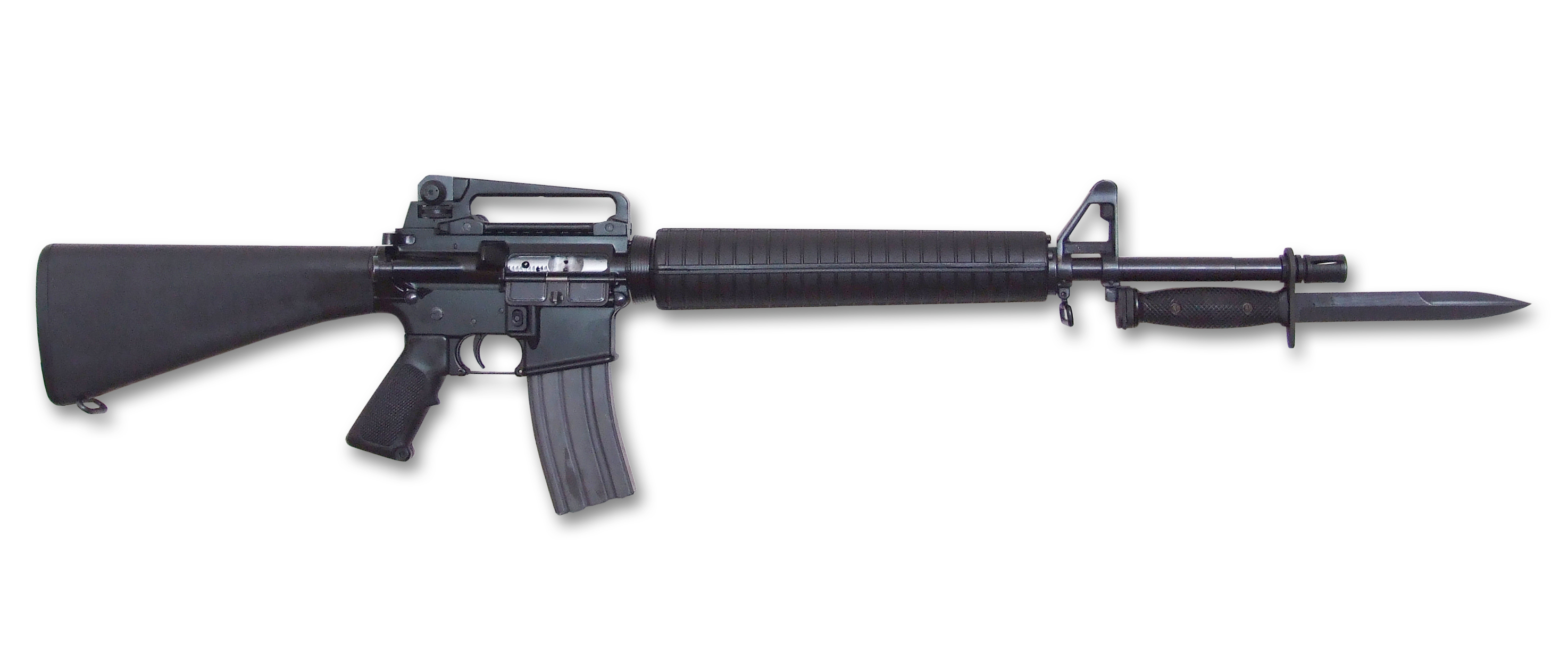
M16A4 mit aufgepflanztem Bajonett

Als die US-Regierung 1957 ArmaLite mit der Entwicklung einer Reihe von Testmodellen beauftragte, griff diese auf das bereits 1955 von Eugene Stoner entwickelte AR-10 im Kaliber 7,62 × 51 mm NATO zurück. Als Ergebnis konnte 1958 das Modell AR-15 im Kaliber .223 Remington zu Erprobungszwecken an die United States Army geliefert werden. Das Verschlussgehäuse besteht aus einer Leichtmetalllegierung, der gerade Schaft dagegen aus Kunststoff. Mangels eines erhofften Großauftrages musste ArmaLite die Rechte an den Konkurrenten Colt weiterverkaufen. Dieser nahm weitere Testserien und Verbesserungen vor. Im Sommer 1961, nach erfolgreicher Truppenerprobung, wurde das erste Kontingent von 8.500 Sturmgewehren von der US Air Force angeschafft, die es als M16 in Dienst stellte. Ende 1964 folgte ein weiteres von etwa 85.000 AR-15 für die US Army sowie weitere 19.000 Stück für die US Air Force. Bis 1966 befanden sich etwa 350.000 Waffen bei amerikanischen Streitkräften. Bei der US Army erhielt die Waffe die vorläufige Bezeichnung XM16E1 und unterschied sich von der USAF-Version M16 durch die rechts am Gehäuse befindliche Schließhilfe (engl. bolt forward assist) und die dafür erforderliche Zahnreihe am Verschlussträger. Die Schließhilfe war eine Forderung der Army; diese verlangte, eine Möglichkeit zu schaffen, den Verschluss zwangsweise zu schließen, wenn er dies nicht unter Druck der Schließfeder selbsttätig tat.

Trotz der anfänglich erfolgreichen Tests bestand das neuartige Waffenkonzept die erste Praxisprüfung nicht. Da es Probleme beim Nachschub und mit den geforderten Spezifikationen für die 5,56×45-mm-Munition gab, wurde die Zusammensetzung des Treibladungspulvers geändert, ohne die daraus resultierenden Abweichungen genau zu testen. Das neue Pulver führte zu einer höheren Schussfolge und dadurch zu einer höheren Materialbelastung. Außerdem verschmutzte die Waffe stärker. Anders als beim M14 waren beim M16 das Patronenlager und die Innenwandung des Laufes zunächst nicht hartverchromt, wodurch die Waffe anfälliger für Korrosion wurde. Reinigungszubehör war zunächst nicht vorhanden, also wurde den Soldaten erzählt, das M16 sei eine selbstreinigende Waffe. Dreck und Schmauchspuren im Waffenmechanismus führten jedoch häufig zu teilweise irreparablen Ladehemmungen, was in Gefechtssituationen schwere Nachteile brachte. Verschärfend kam hinzu, dass das Auseinandernehmen der Waffe aufwändiger ist als bei vergleichbaren Waffen. Es gab mehrfach Berichte über Soldaten, die getötet wurden, da sie ihr M16 wegen durch Verschmutzung verursachte Ladehemmungen im Feld zum Reinigen zerlegen mussten, was schließlich eine Untersuchung der Vorfälle durch den Kongress nach sich zog.

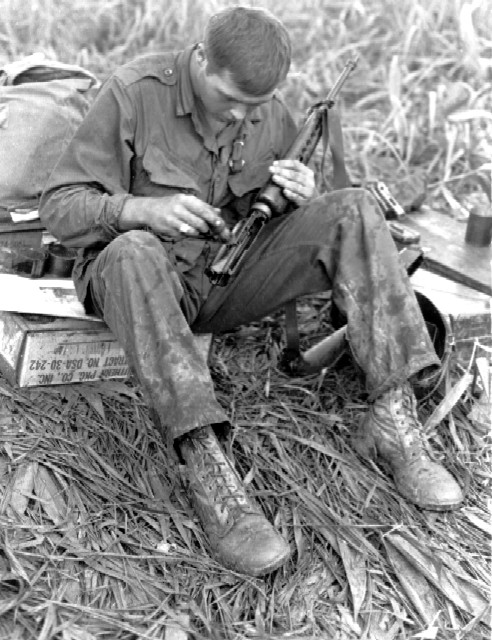
GI reinigt sein XM16E1 (1966)

„We left with 72 men in our platoon and came back with 19, Believe it or not, you know what killed most of us? Our own rifle. Practically every one of our dead was found with his (M16) torn down next to him where he had been trying to fix it.“

„Unser Zug zog mit 72 Mann los und kehrte mit 19 zurück. Ob du es glaubst oder nicht, weißt du, was die meisten von uns getötet hat? Unser eigenes Gewehr. So gut wie jeder unserer Gefallenen wurde mit seinem zerlegten M16 neben ihm gefunden, wo er versucht hatte, die Störung zu beseitigen.“

Ein weiterer Nachteil war der hohe Munitionsverbrauch, da das M16 im Gegensatz zum M14 einen geringeren Rückstoß hatte. Dadurch wurde die Waffe im Dauerfeuer kontrollierbarer, während das M14 mit vollautomatischem Abzug wegen seiner starken Munition in diesem Modus kaum kontrollierbar ist. Daher betrachteten viele Soldaten das M16 als „persönliches Maschinengewehr“ und feuerten maßlos. Dieses Problem wurde behoben, indem man ab der Version A2 die Dauerfeuerfunktion durch einen Feuerstoßmodus zur Abgabe von jeweils drei Schuss ersetzte.
Obwohl viele Ver- und Nachbesserungen am M16 vorgenommen wurden, hat es seinen schlechten Ruf nie ganz verloren. Die Reinigungsprobleme wurden zwar bis Ende 1967 durch geeignetes Reinigungsgerät, intensive Schulungen und Veränderungen an der Waffe (hartverchromte Laufinnenseite und Patronenlager ab M16A1) und der Munition größtenteils beseitigt, aber Beschwerden über die schwache Munition waren schon während des gesamten Vietnamkriegs zu hören. Trotz der auftretenden Berichte über technische Fehler, vor allem Verschlussblockierungen, Ladehemmungen und Schmutzanfälligkeit, wurde das AR-15 ab Ende 1967 offiziell mit der Modellbezeichnung M16A1 als Ordonnanzwaffe in den Teilstreitkräften der Vereinigten Staaten eingeführt. Ab 1986 löste das verbesserte Modell M16A2 die ältere Version A1 ab. 1994 ersetzten die Versionen A3 (Vollautomatik) und A4 (Drei-Schuss) die Version A2.

## Zuverlässigkeit

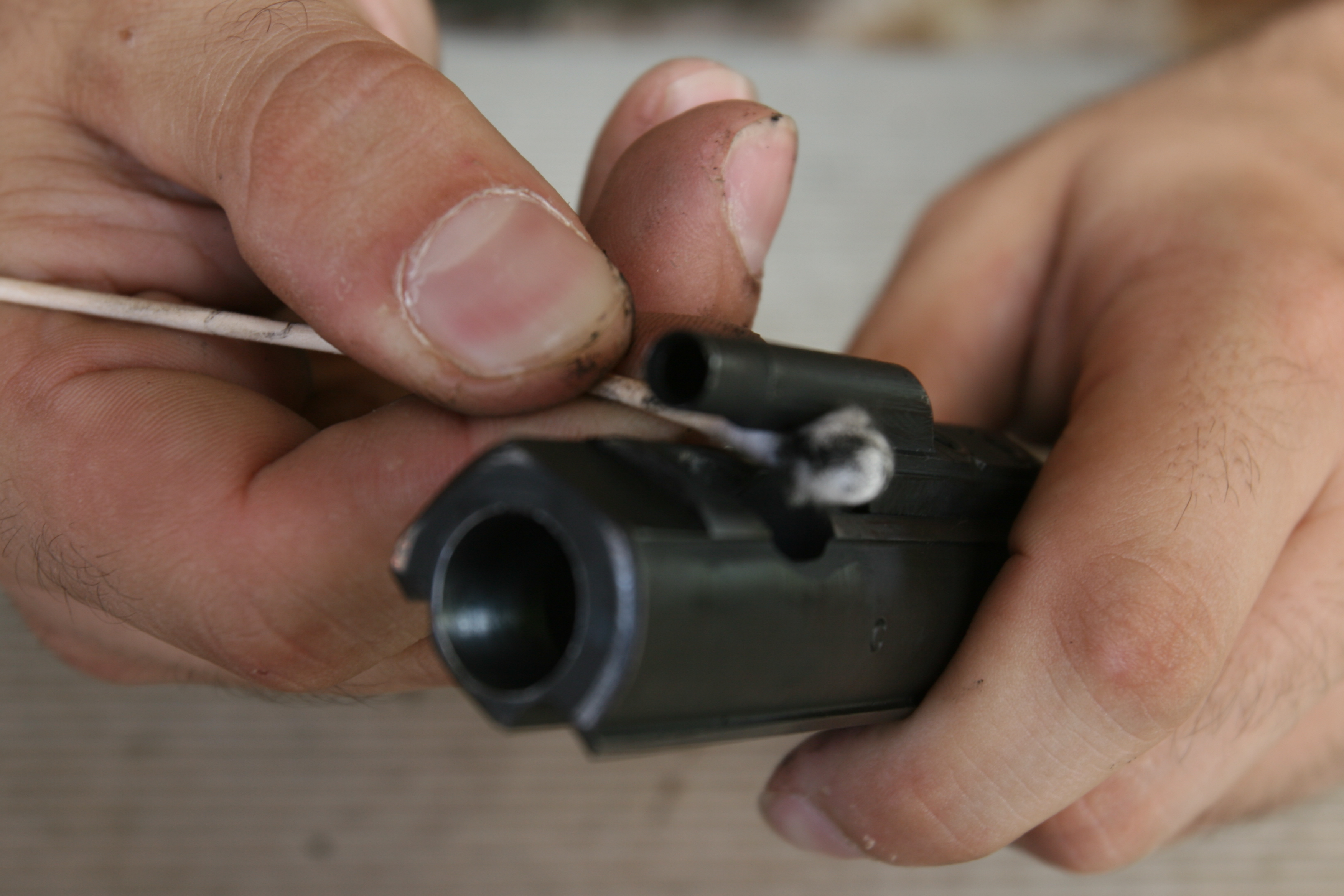
Verbrennungsrückstände am Verschlussträger

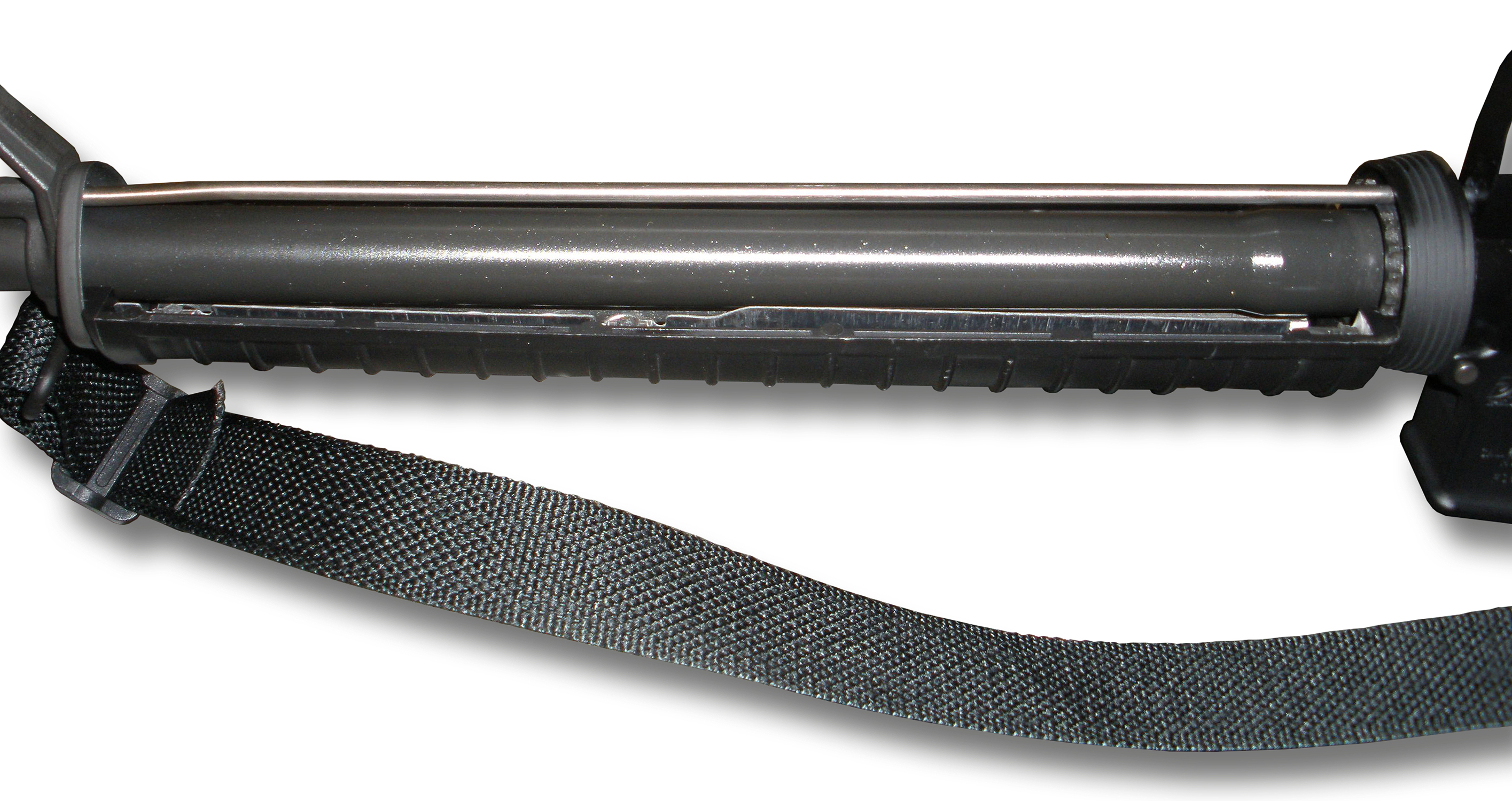
Gasrohr eines M16 mit schwerem Lauf (oberer Teil des Handschutzes entfernt)

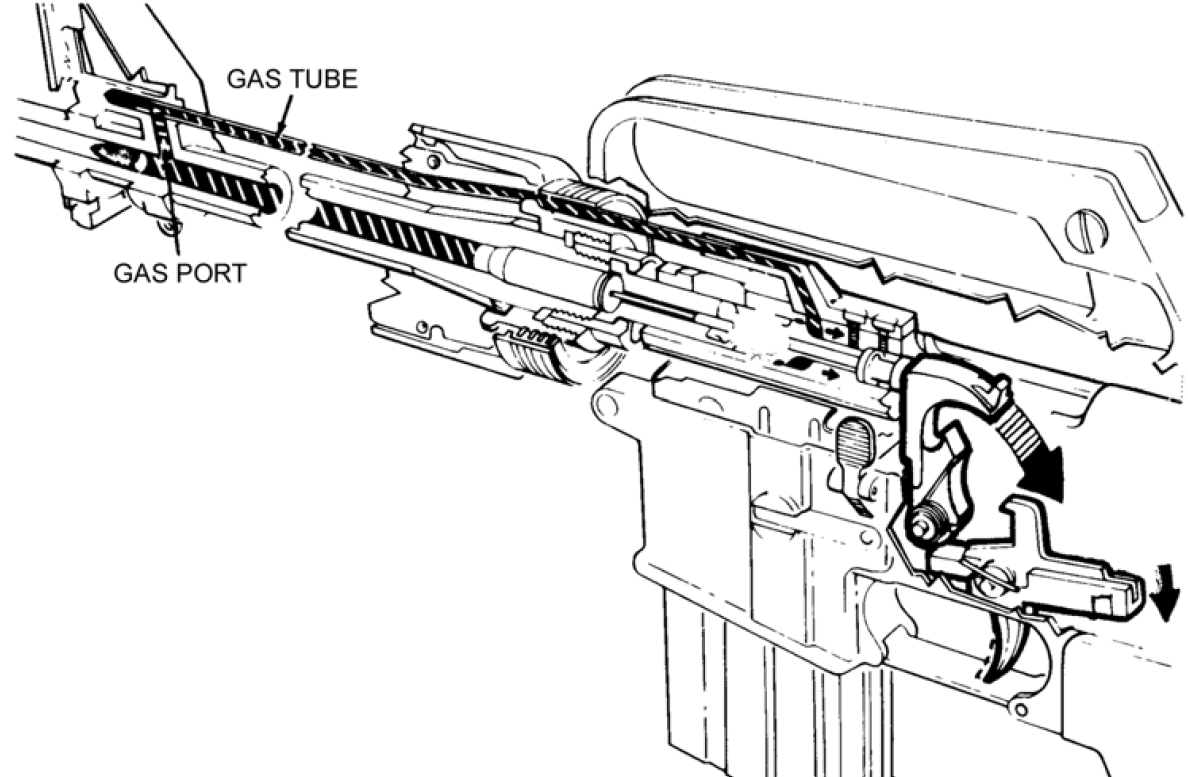
Gassystem des M16

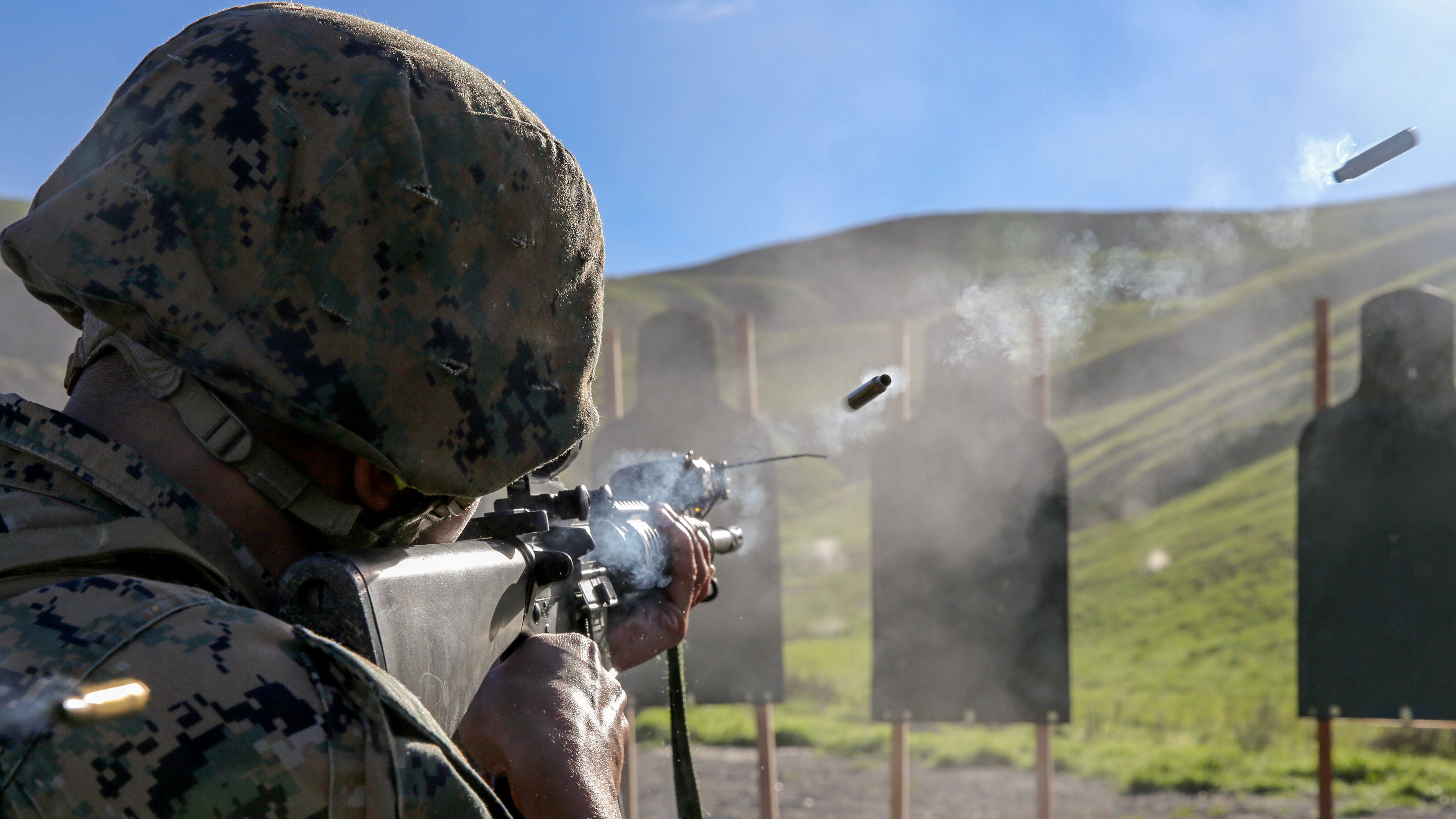
Bedingt durch das im Verschluss und Verschlussträger integrierte Gaskolbensystem strömt beim M16 mehr heißes Gas durch das Auswurffenster vor das Gesicht des Schützen – insbesondere für Linkshänder störend – als bei vergleichbaren Gasdruckladern mit herkömmlichen Gaskolben

Vereinfachte Darstellung des Gassystems

Gassystem mit Gaskolben und Antriebsstange (Ausführung mit kurzem Gaskolbenhub), wie es bei diversen AR-15-Derivaten verwendet wird

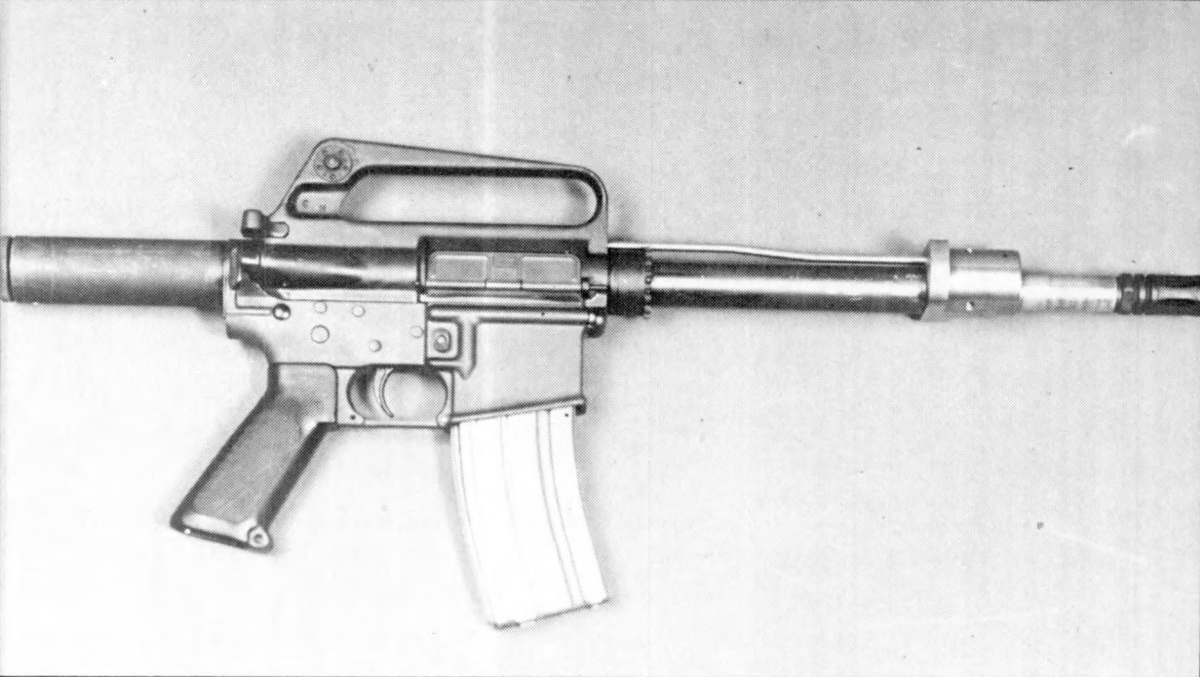
Schießlukenwaffe XM231

Das grundsätzliche Problem des AR-15-Systems ist die starke Verunreinigung des Verschlusssystems im Betrieb der Waffe. Anstatt eines herkömmlichen Gaskolbens mit Antriebsstange verfügt das Gasdruckladesystem über ein dünnes Gasrohr, das die heißen ruß- und partikelhaltigen Pulvergase über das Gasentnahmestück direkt in eine abgedichtete Expansionskammer zwischen Verschluss und Verschlussträger bringt. Der Verschluss fungiert als stationärer Kolben und der Verschlussträger als beweglicher Zylinder. Dieses Prinzip, genannt Stoner System, ermöglicht eine Gewichts- und Kostenreduktion sowie ein nahezu freies Schwingen des Laufes. Allerdings lagern sich Partikel der Pulvergase im Verschlusssystem ab und können schon nach einigen hundert Schuss zu Problemen führen. Dieser Belag ist selbst mit mechanischen Mitteln nur schwer zu entfernen. Aus diesem Grund gibt es eine Vielzahl verschiedener Reinigungssets sowie Gaskolben-Umrüstsätze allein für AR-15-Waffen. Das HK416, Barrett REC7, Haenel MK 556, Remington R5 RGP, Ruger SR-556, SIG Sauer SIG516, Sig Sauer MCX, Colt APC und Smith & Wesson M&P15 PS sind Beispiele für AR-15-Derivate mit kurzem Gaskolbenhub.
Das Gassystem erwärmt beim Feuern den Verschluss, Verschlussträger und andere Teile. Will der Schütze die Waffe nach dem Schießen z. B. aufgrund einer Funktionsstörung auseinandernehmen, so muss er die Waffe unter Umständen erst abkühlen lassen, um sich nicht zu verbrennen. Beim AR-10 konnte der Spannschieber so heiß werden, dass man ihn nicht mehr berühren konnte. Unter anderem deshalb wurde er beim AR-15 hinter dem Gehäuseoberteil platziert. Bereits nach 140 schnell hintereinander abgegebenen Schüssen hat das M16 eine Temperatur erreicht, bei der eine Patrone nach einigen Sekunden im Patronenlager selbst zündet (Cook off). Daher liegt die empfohlene Feuergeschwindigkeit für langanhaltendes Feuer bei 12 bis 15 Schuss pro Minute. Bei hohen Temperaturen kann zudem das Waffenöl verdunsten. Die Verwendung eines Schalldämpfers erhöht den Gasdruck und damit die Verunreinigung, Erwärmung und den Verschleiß, welcher dann früher oder später zu Schäden an der Waffe führt. Unter anderem deshalb gibt es diverse verstellbare Gasblöcke als Umrüstsatz. Diese reduzieren die entnommene Gasmenge bzw. lassen die überschüssige ab. Des Weiteren besteht die Gefahr, dass die Waffe zerstört wird, falls sich während der Schussauslösung Wasser im Gasrohr oder Lauf befindet, was eine hohe Verletzungsgefahr für den Schützen birgt. Siehe dazu auch: „Over the beach“-Fähigkeit
Da sich die Schließfeder im Kolben befindet, besteht die Gefahr, dass das M16 durch Beschädigungen am Kolben funktionsuntüchtig wird. Das M231 FPW ist eine verkürzte Version des M16. Der Kolben wurde zwar entfernt, jedoch ragt das Rohr, in dem sich die Schließfeder befindet (englisch buffer tube), weit aus der Waffe heraus.

## Modellübersicht

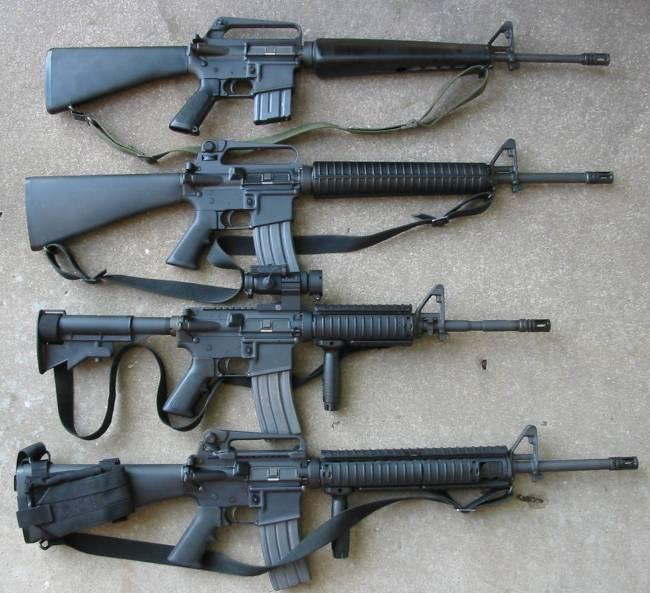
M16A1,
M16A2,
M4 (zum Vergleich),
M16A4

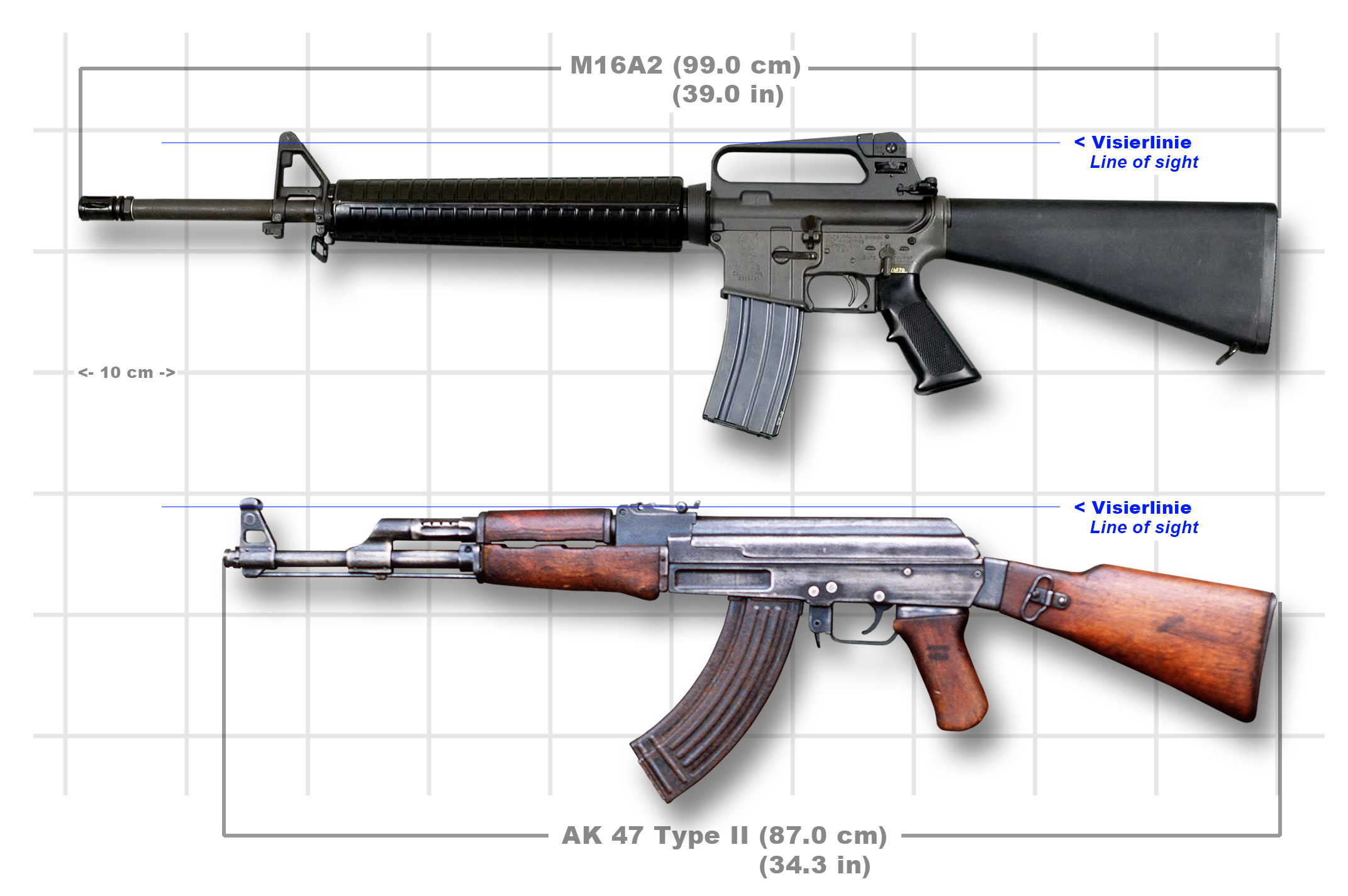
M16 (Modell A2)
im Vergleich zum
AK-47

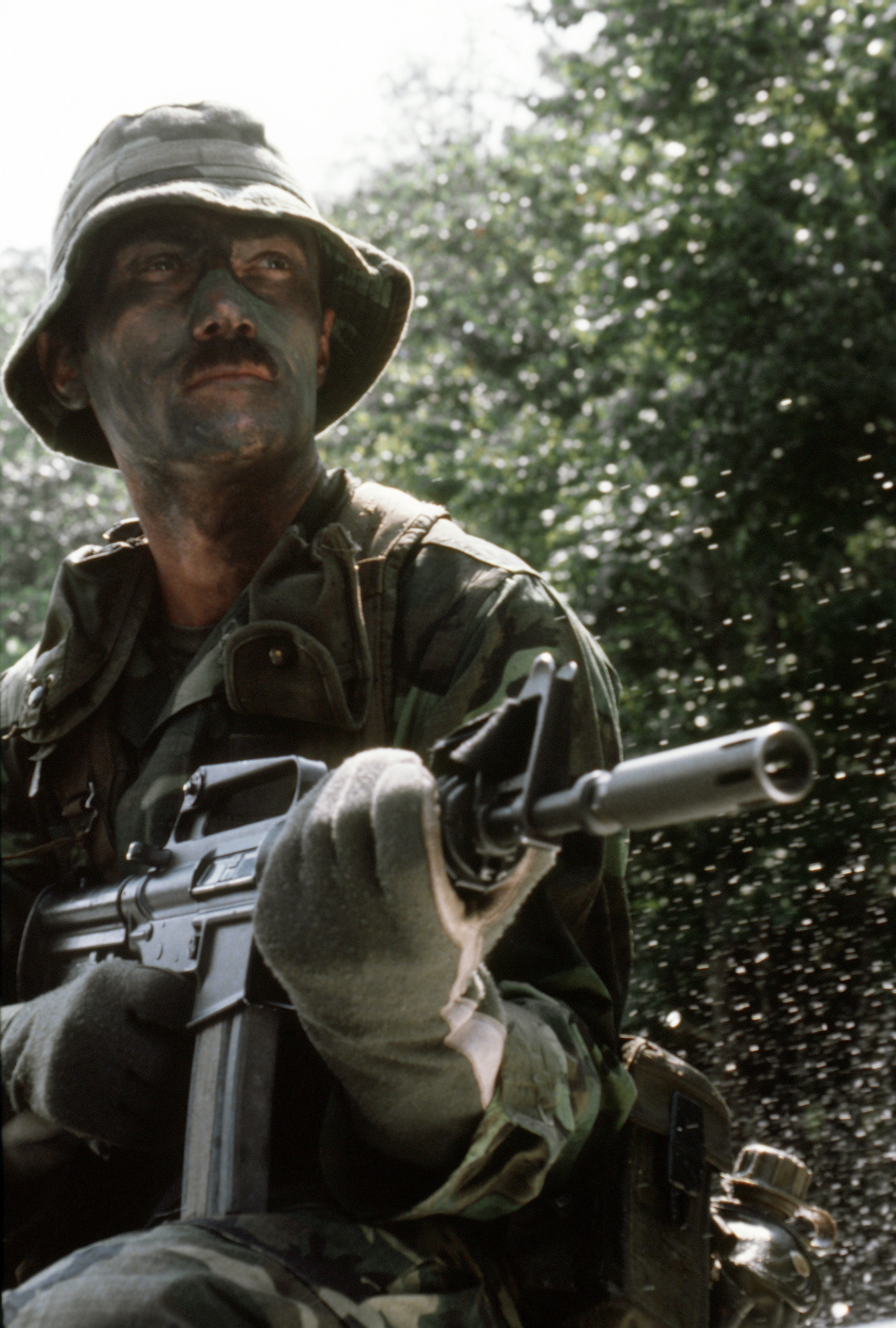
GAU-5 (CAR-15 Colt Commando der United States Air Force)

| Colt Modell  | Militärbezeichnung     | in Verwendung bei   | Produktionsjahre | Lauflänge | Abzugssystem                        |
| ------------ | ---------------------- | ------------------- | ---------------- | --------- | ----------------------------------- |
| 601          | AR-15                  | USAF                | 1959–1963        | 508 mm    | Safe-Semi-Auto                      |
| 602          | AR-15 XM16             | USAF                | 1963–1964        | 508 mm    | Safe-Semi-Auto                      |
| 603          | XM16E1                 | US Army, US Marines | 1964–1967        | 508 mm    | Safe-Semi-Auto                      |
| 603          | M16A1                  | US Army, US Marines | 1967–1982        | 508 mm    | Safe-Semi-Auto                      |
| 604          | M16                    | USAF                | 1964–1965, 1970  | 508 mm    | Safe-Semi-Auto                      |
| 604 modified | Mk 4 Mod 0             | US Navy             | 1970/71          | 508 mm    | Safe-Semi-Auto                      |
| 609          | XM177E1                | US Army             | 1967–1968        | 250 mm    | Safe-Semi-Auto                      |
| 610          | XM177                  | US Army             | 1966             | 508 mm    | Safe-Semi-Auto                      |
| 610          | GAU-5/P                | USAF                | 1966             | 508 mm    | Safe-Semi-Auto                      |
| 629          | XM177E2                | US Army             | 1967–1970        | 290 mm    | Safe-Semi-Auto                      |
| 629          | GAU-5/A/B              | USAF                | 1967–1970        | 250 mm    | Safe-Semi-Auto                      |
| 630          | GAU-5/A/A              | USAF                | ?                | 250 mm    | Safe-Semi-Auto                      |
| 645          | M16A1E1/PIP            | ?                   | ?                | 508 mm    | Safe-Semi-Auto oder Safe-Semi-Burst |
| 645          | M16A2                  | US Army, US Marines | 1984–1996        | 508 mm    | Safe-Semi-Burst                     |
| 645E         | M16A2E1                | ?                   | ?                | 508 mm    | Safe-Semi-Burst                     |
| –            | M16A2E2                | ?                   | ?                | 508 mm    | Safe-Semi-Burst                     |
| 649          | GAU-5/A                | USAF                | ?                | 290 mm    | Safe-Semi-Auto                      |
| 646          | M16A2E3 / M16A3        | US Navy             | 1996–1997        | 508 mm    | Safe-Semi-Auto                      |
| 655          | M16A1 Special (Sniper) | ?                   | ?                | 508 mm    | Safe-Semi-Auto                      |
| 656          | M16A1 Special (Sniper) | ?                   | ?                | 508 mm    | Safe-Semi-Auto                      |
| 945          | M16A2E4 / M16A4        | US Army, US Marines | 1996–heute       | 508 mm    | Safe-Semi-Burst                     |

## Verwendung

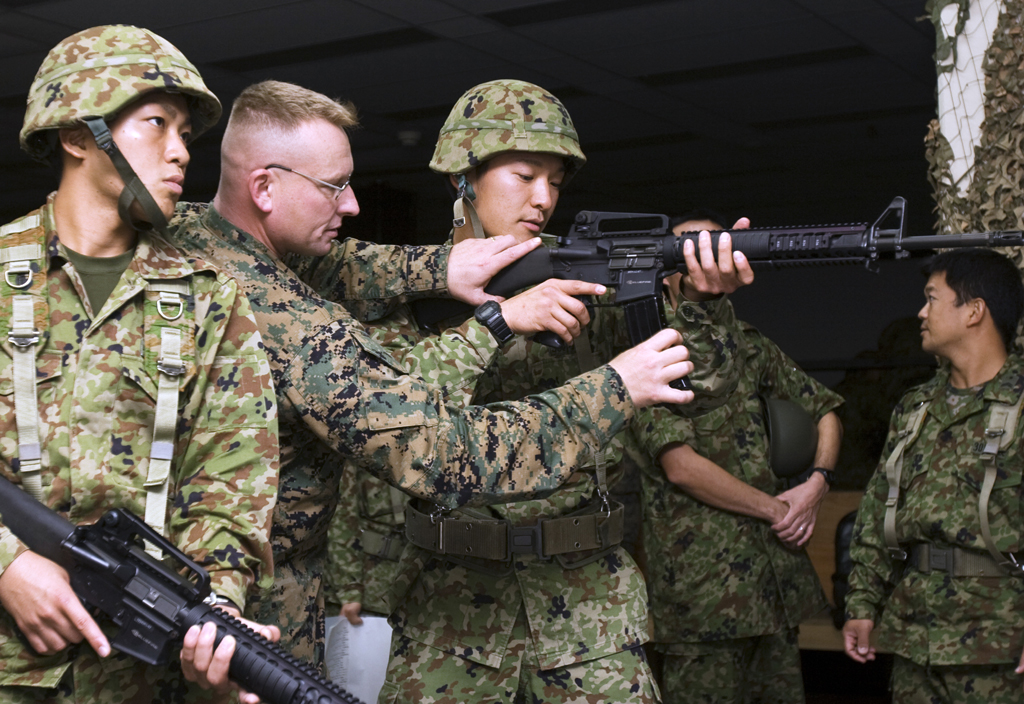
Ein US Staff Sergeant erklärt japanischen Soldaten die Handhabung des M16A4

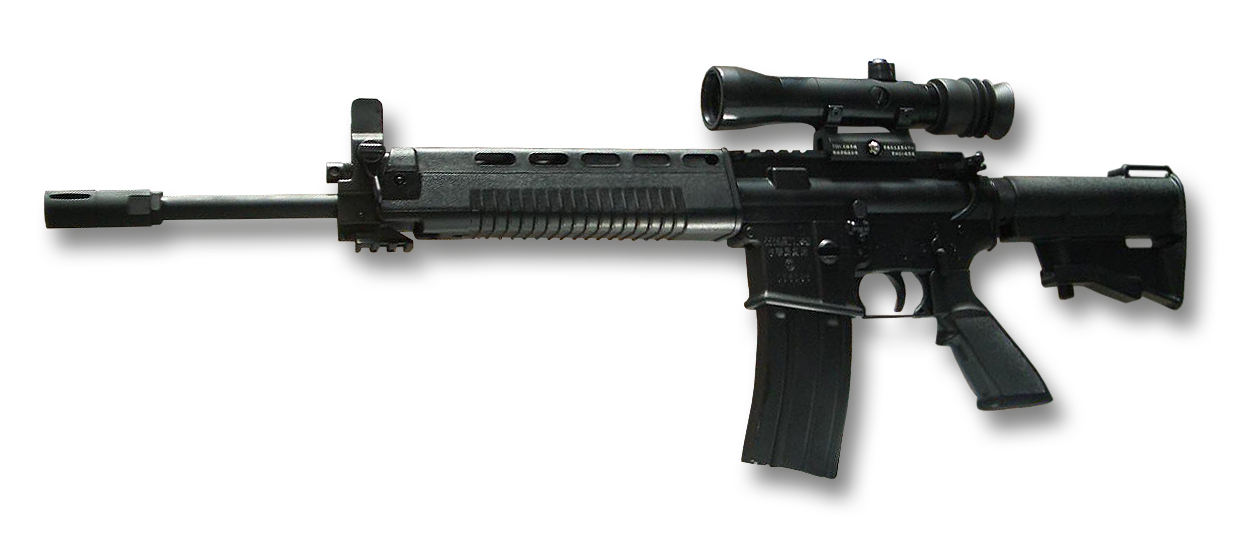
Taiwanischer M16-Ableger T91

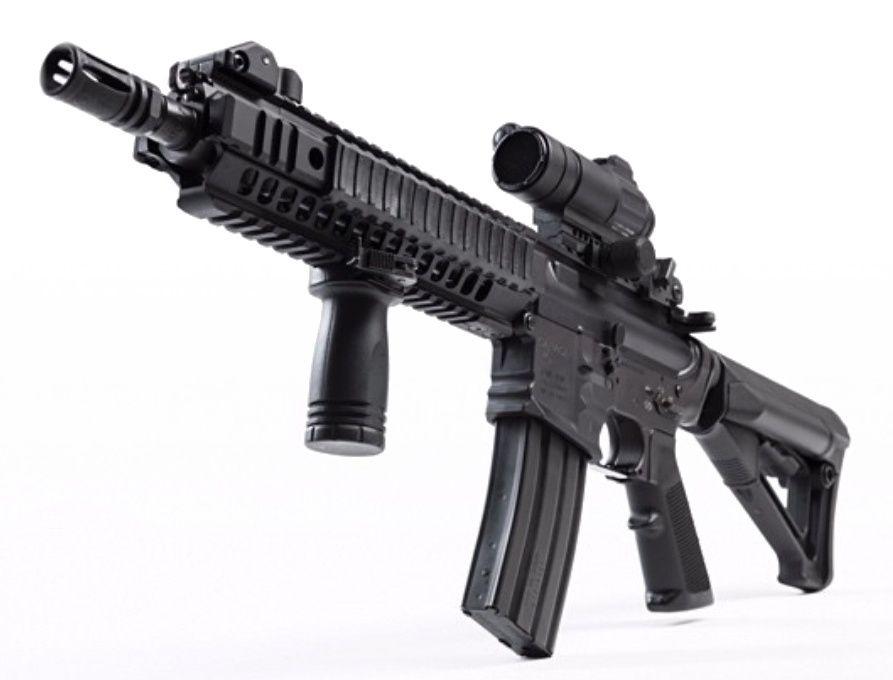
Caracal CAR 816

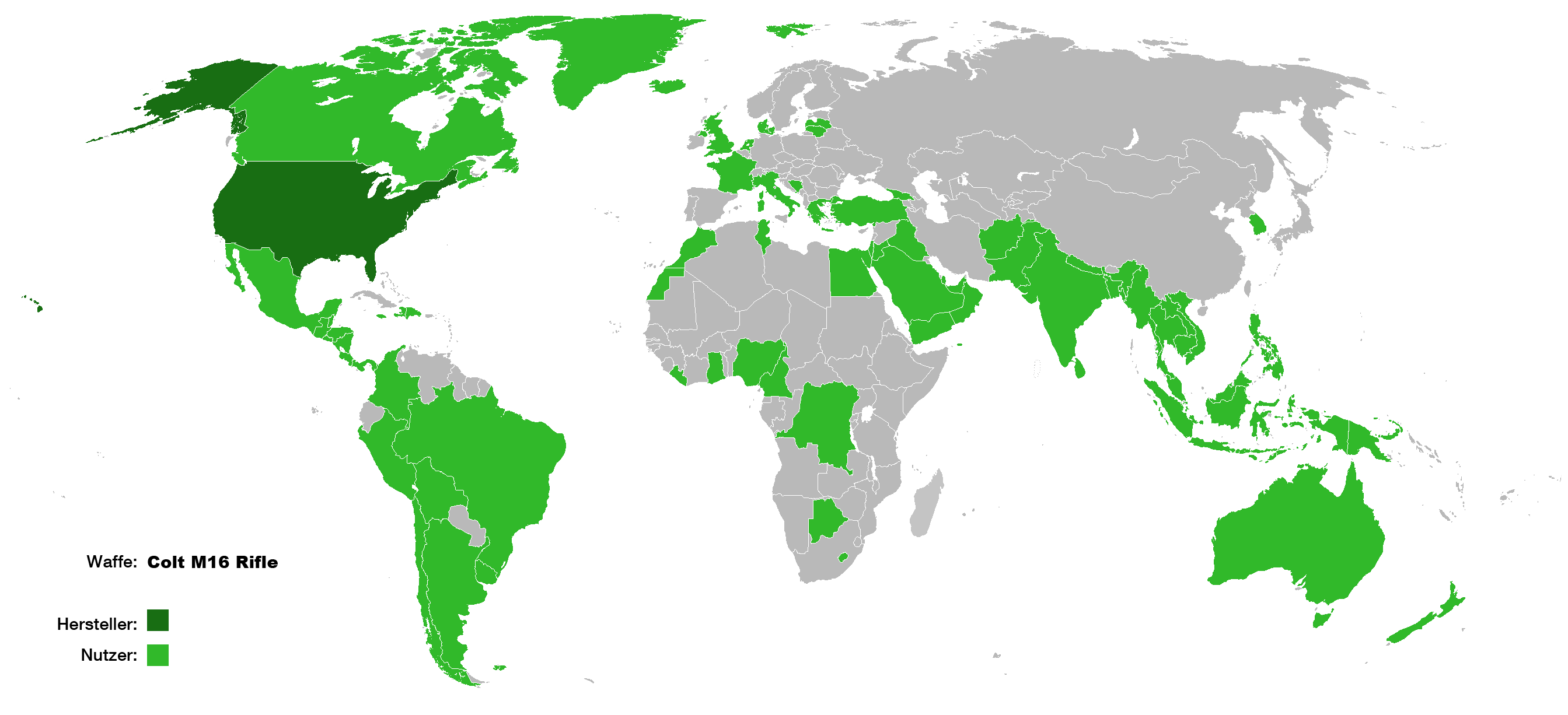
Nutzerstaaten des Colt M16 (ehemalige und aktuelle)

Während des Vietnamkriegs wurden von Colt zahlreiche Lizenzen an andere Hersteller vergeben, da Colt dieses große Produktionsvolumen nicht selbst bewältigen konnte. Diese Lizenzen wurden nach dem Krieg nicht mehr verlängert. Kommerziell erfolgreich wurde das M16 durch das weltweite Interesse an billigen Lizenzbauten und Weiterentwicklungen. Auch die belgische FN Herstal baute das M16 für den Export in leichterer, halbautomatischer Version. Seit 1983 sind die meisten Patente für das M16 abgelaufen und jeder Hersteller kann M16-Gewehre und deren Varianten herstellen. Im Jahr 1988 erhielt die FN Manufacturing Inc. mit Sitz in Columbia, eine Tochter der FN Herstal, von der US-Army den Zuschlag für die M16-Produktion. NATO-Staaten wie Kanada, Dänemark und das Vereinigte Königreich führten das Sturmgewehr als Haupt- oder Ergänzungswaffe (die so genannte „Ordonnanzwaffe“) bei ihren Streitkräften ein. Besonders im asiatischen Raum, vor allem in Südkorea, erfreut sich die Waffe großer Beliebtheit, nicht zuletzt wegen ihres verhältnismäßig geringen Gewichts. Im Nahen Osten führte Israel das M16 und seine Versionen als Nachfolger für den Kalaschnikow-Ableger Galil ein.

## NATO-Standards

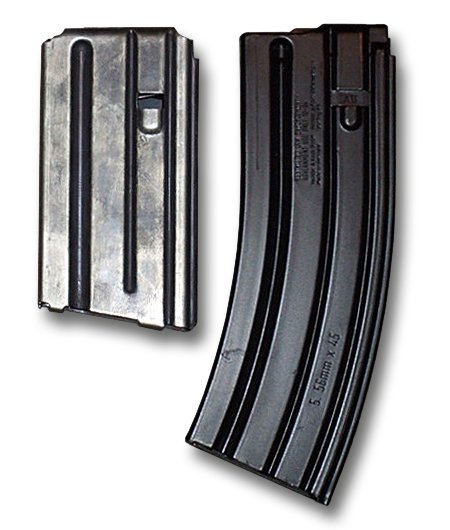
STANAG-konforme Magazine: 20-Schuss-Magazin von Colt und 30-Schuss-Magazin von Heckler & Koch

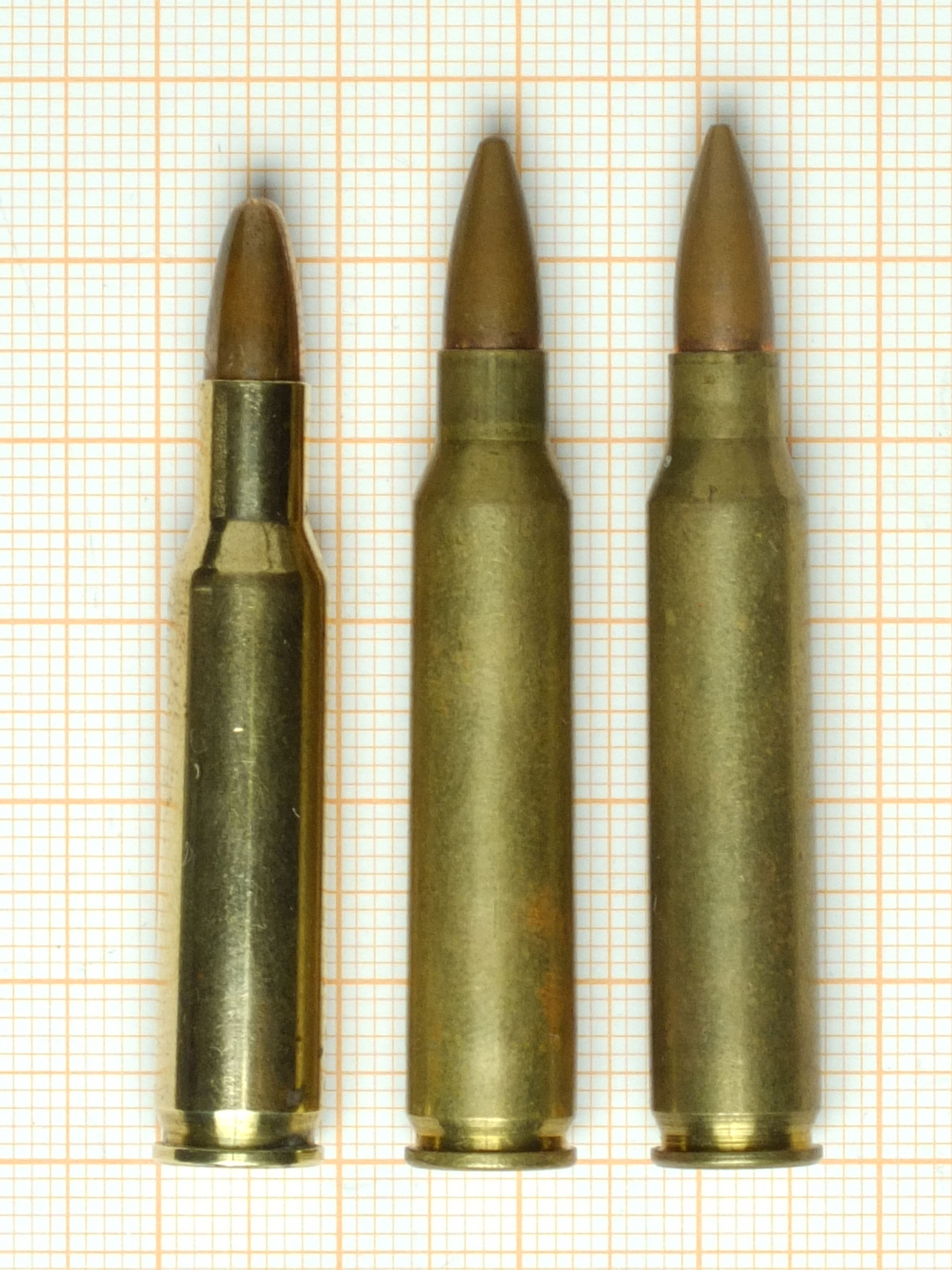
Patronen
.222 Remington,
.223 Remington und
5,56 × 45 mm NATO

- Die Patrone .223 Remington wurde 1957 für das M16 entwickelt. Eine modifizierte Version der .223 Remington, die Patrone 5,56 × 45 mm SS109, wurde 1980 zu einem Standard-Kaliber der NATO erklärt (STANAG 4172).
- Damit Sturmgewehr-Magazine der NATO-Partner für Patronen des Kalibers 5,56 × 45 mm untereinander austauschbar sind, wurden im Rahmen eines Standardisierungsübereinkommens der NATO-Vertragsstaaten (STANAG) einige Eigenschaften des M16-Magazins (z. B. bestimmte Maße oder Aussparung für die Magazinhalterung) zur Standardisierung von Magazinen vorgeschlagen (STANAG 4179).[16] Obwohl dieses Übereinkommen niemals ratifiziert wurde (Draft STANAG),[17] haben viele (aber nicht alle) NATO-Staaten Sturmgewehre entwickelt oder beschafft, die diese standardisierten Magazine verwenden können. Einige Waffen, wie z. B. das G36 oder Galil, können diese Magazine mittels eines Adapters bzw. durch Austausch des Magazinschachtes verwenden.

## Sonstiges
- Als das M16 im Vietnamkrieg das M14 ablöste, bekam es wegen seines Kunststoffschaftes von den US-amerikanischen Soldaten den Spitznamen Mattel, nach dem gleichnamigen Spielzeughersteller, so hieß es: „Do it well, with your Mattel“.
- Ein weiterer Spitzname des M16 ist „Sweet Sixteen“; dieser taucht auch im PS-Magazine auf, einem im Comic-Stil verfassten Heft über die Wartung der Waffe, das in Vietnam ausgegeben wurde.An GIs im Vietnamkrieg ausgegebene Anleitung zur Bedienung und Pflege der Waffe

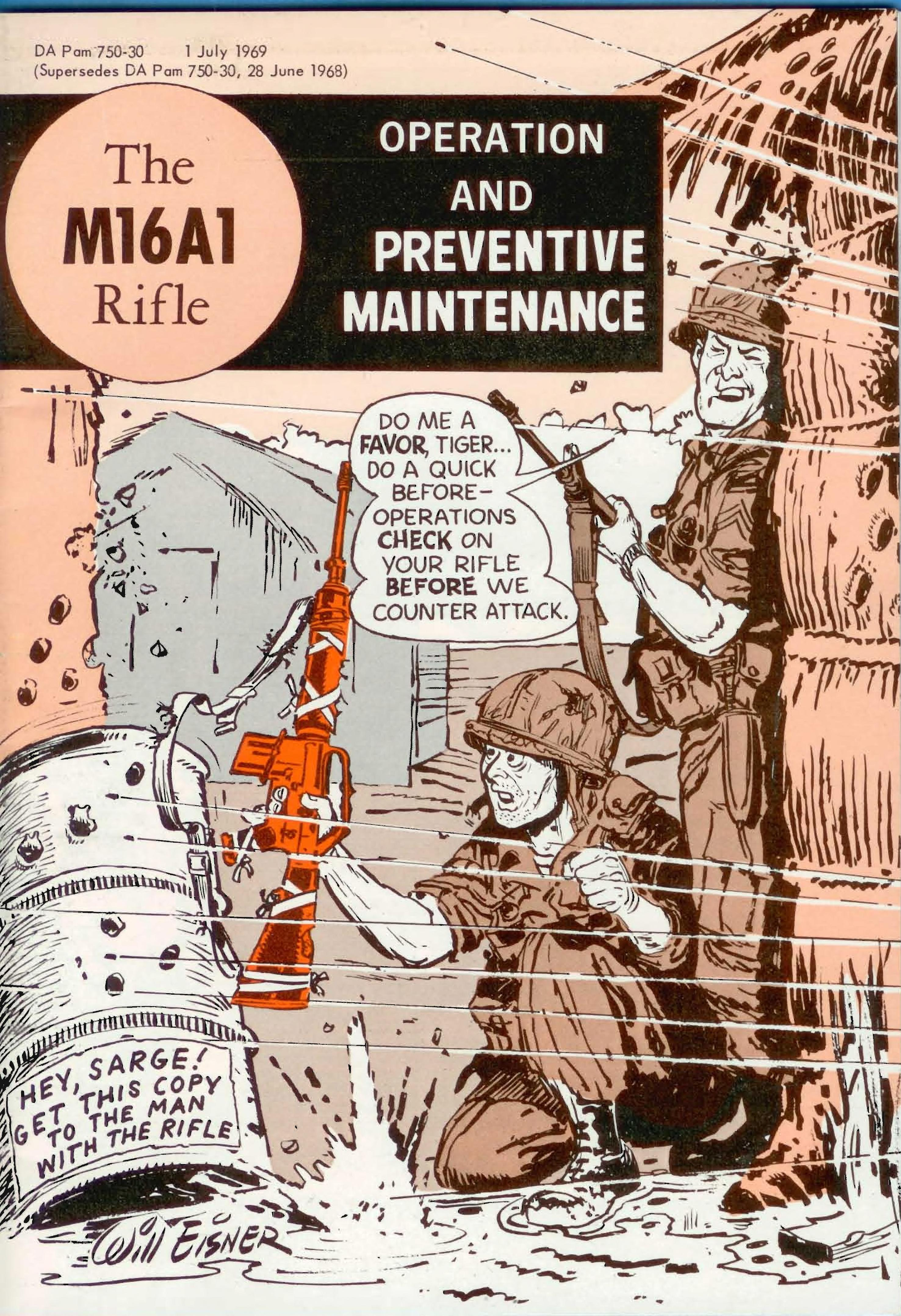
An GIs im Vietnamkrieg ausgegebene Anleitung zur Bedienung und Pflege der Waffe

- Das M16 wurde in den früheren Jahren des Vietnamkrieges auch „The Black Rifle“ (englisch für „Das Schwarze Gewehr“) genannt.

## Kontroverse um nichtmilitärische Nutzung in den USA
Nach den Amokläufen und Attentaten in Aurora, Newtown und San Bernardino, die mit AR-15-artigen Selbstladewaffen verübt wurden, rückten diese und Waffen anderer Hersteller mit ähnlichen Merkmalen ins öffentliche Interesse. Rufe nach strengerer Regulierung des privaten Erwerbs von in den Medien häufig fälschlich als „Maschinengewehr“ bezeichneten Waffen wurden lauter. Insbesondere nach dem Anschlag von Orlando am 12. Juni 2016 forderten Präsident Barack Obama sowie andere Politiker der demokratischen Partei eine Neuauflage des landesweiten Verbots von „besonders gefährlichen“ halbautomatischen Langwaffen, d. h. Selbstladegewehren, anhand von Merkmalen wie Pistolengriffen, Mündungsfeuerdämpfern, Lüftungsschlitzen am Vorderschaft, Einschub- bzw. Klappschäften oder Wechselmagazinen. Ein solches Verbot (Federal Assault Weapons Ban) bestand bereits bis 2004. Gegner restriktiver Waffengesetze bezweifeln die Wirksamkeit eines solchen Verbots. Eine 2014 zu diesem Thema durchgeführte Studie konnte keinen positiven Effekt von Waffenverboten auf die Zahl der illegalen Tötungen mit Schusswaffen in den jeweiligen Bundesstaaten nachweisen. Eine 2017 durchgeführte Studie des gleichen Autors kam allerdings zu dem Ergebnis, dass ein Verbot von Assault Weapons die Zahl der Todesopfer von Schießereien in Schulen reduzieren kann.
2022 brachte der US-amerikanische Waffenhersteller WEE 1 Tactica eine speziell für Kinder entwickelte halbautomatische Variante des AR-15 mit dem Namen JR-15 heraus. Im Vergleich zum Standardmodell AR-15 ist das JR-15 deutlich kleiner und leichter. Die Werbekampagne für das Kindergewehr wird von Aktivisten gegen Waffengewalt scharf verurteilt.

## Zubehör
Die Gewehre der M16-Modellserie sind mit unterschiedlichen Mündungsfeuerdämpfern, Reinigungssets, dem üblichen Gewehrriemen sowie den notwendigen Magazinen ausgerüstet. Darüber hinaus gibt es eine Reihe von auf dem Tragebügel montierbaren optischen Zielhilfsmitteln. Andere optische Zielhilfsmittel können anstelle des Tragebügels auf bestimmten Modellen (Sniper Model M16A1 Special (655) und den M16A3/M16A4) montiert werden. Als Zubehör zu dem zivilen halbautomatischen AR-15 sind in den Vereinigten Staaten sogenannte „slide fire stocks“ (Bump Stocks) erhältlich, mit denen Feuerraten möglich werden, die an die einer vollautomatischen Waffe heranreichen.
Zu den Gewehren der M16-Baureihe gehören auch die entsprechenden Bajonette.
- M-7 für die Modelle M16 und M16A1
- M-9 für die Modelle ab dem M16A2

Oft wird mit den Waffen der M16-Baureihe das Gewehrgranatgerät (40-mm-Granatwerfer) M203 verwendet. Durch die separate Abschussvorrichtung unterliegt der Gewehrlauf einem geringeren Verschleiß als beim Verschießen von Gewehrgranaten.

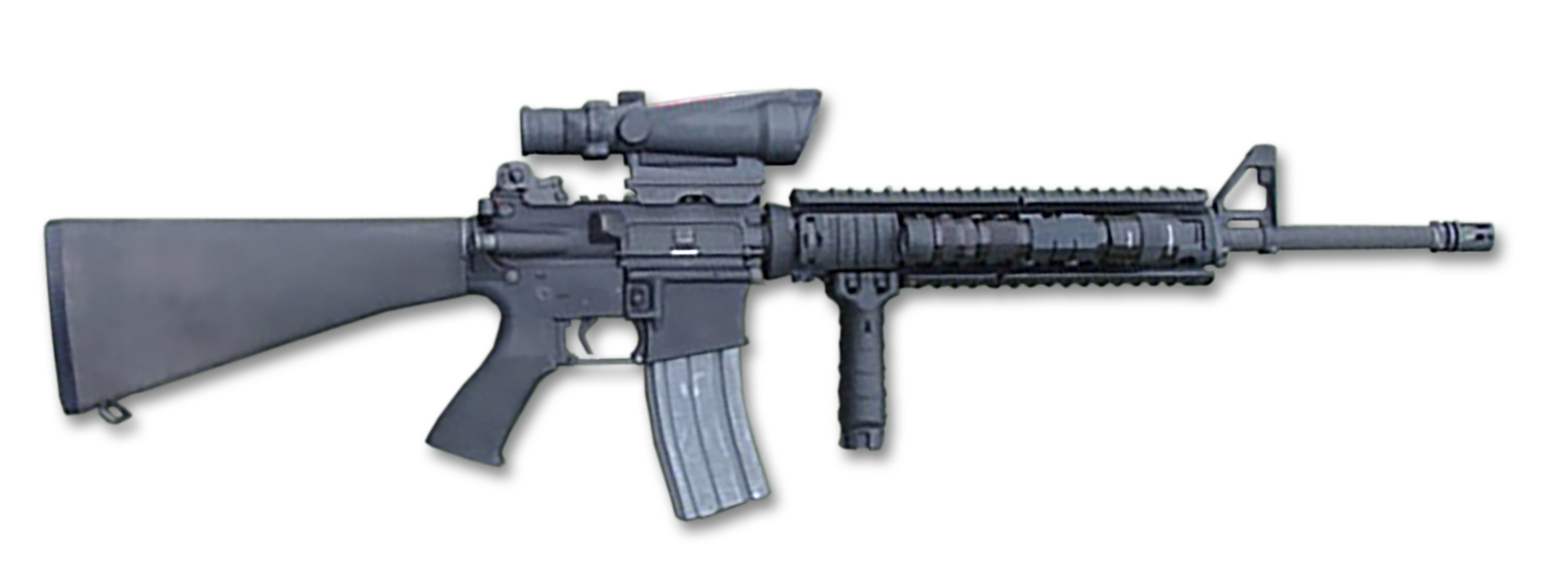
M16A4 mit montiertem Zielmittel (Advanced Combat Optical Gunsight) und zusätzlichem Vorderschaftgriff
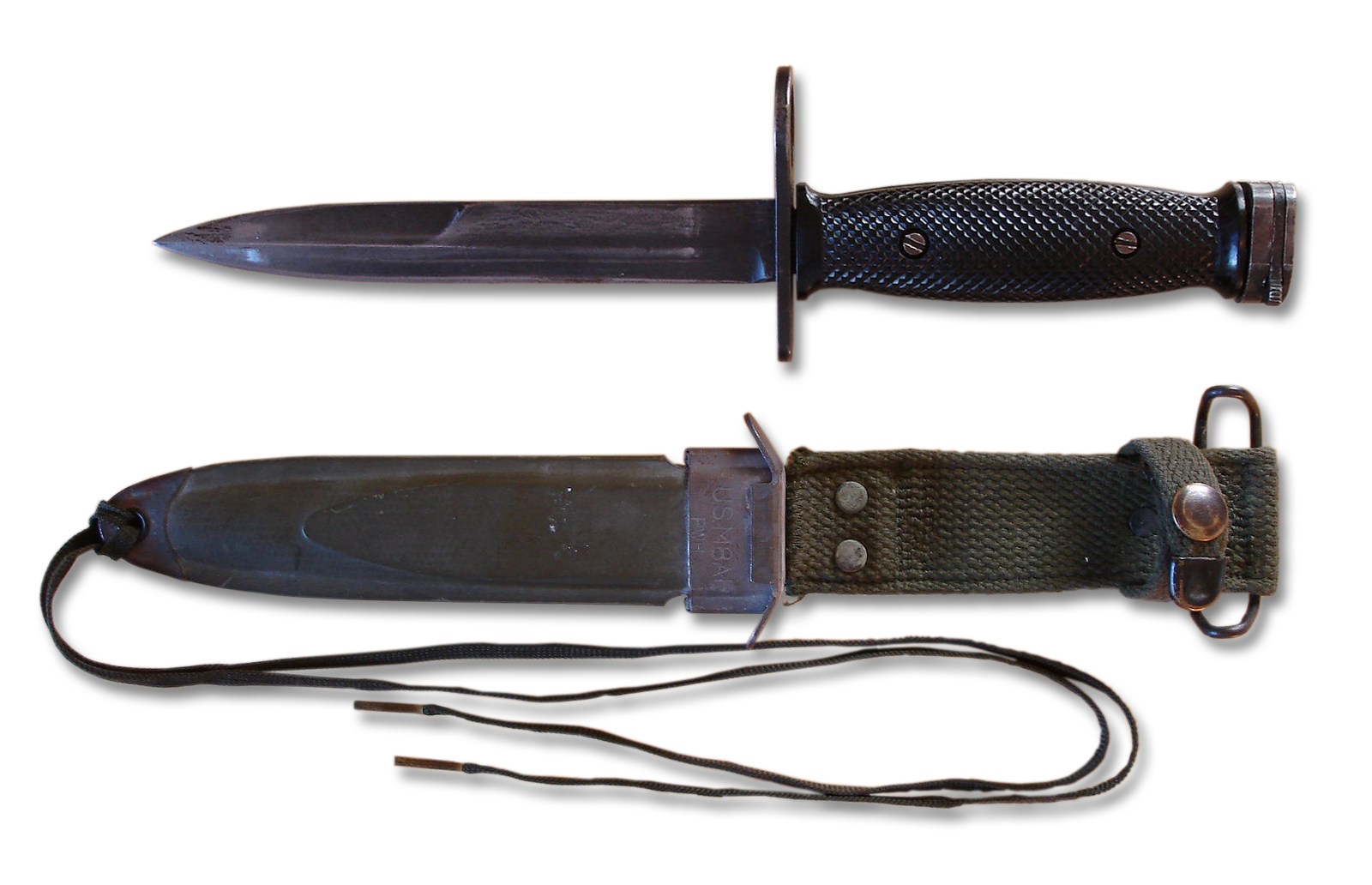
M-7 Bajonett
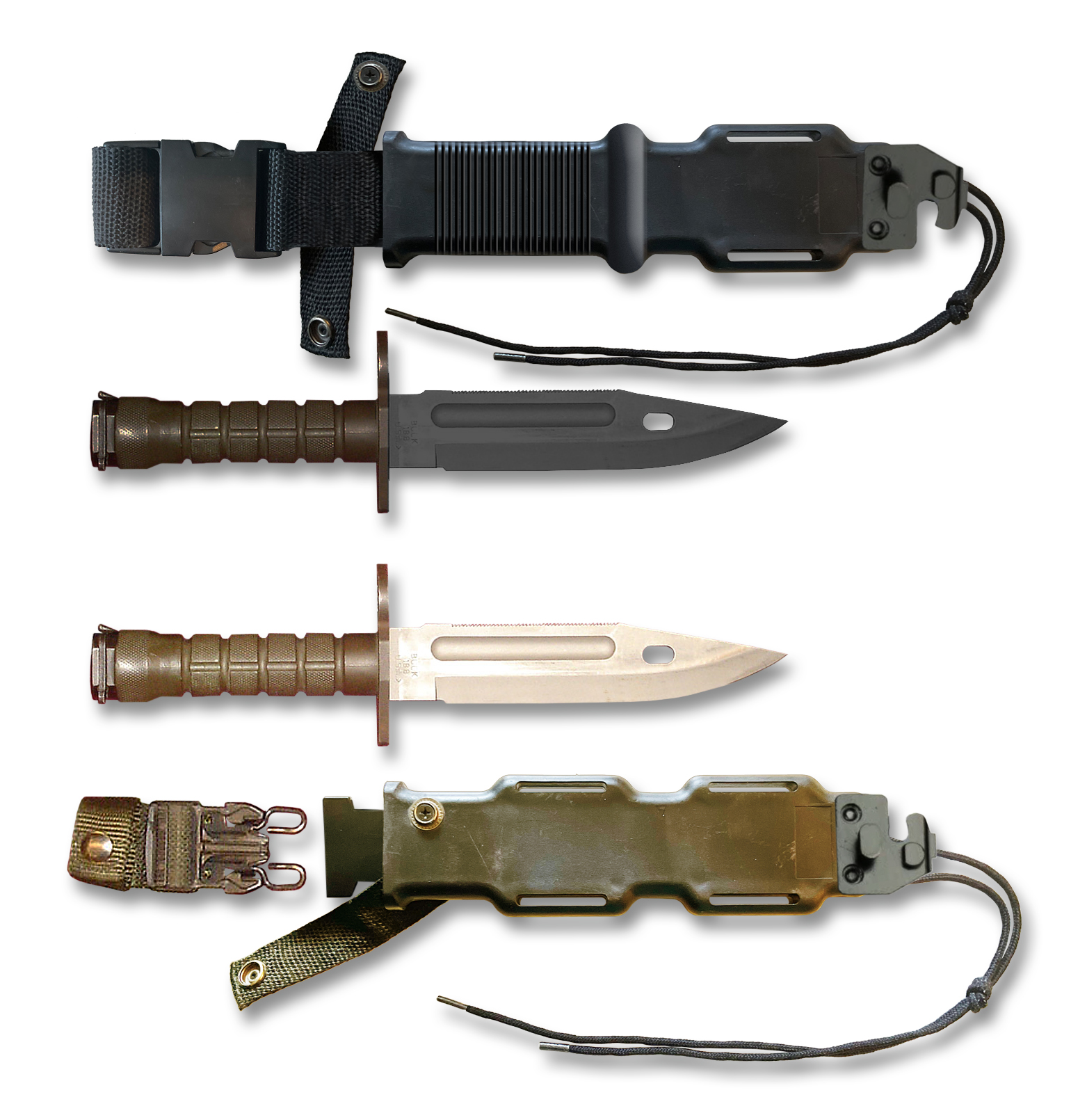
M-9-Bajonett (verschiedene Ausführungen)
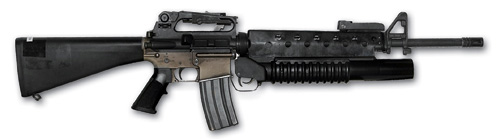
M16A2 mit 40-mm-Granatwerfer M203

Um die Irritation benachbarter Schützen in der Schützenlinie, im Kampfeinsatz und während Schießübungen auf dem Schießstand durch das Auswerfen von Patronenhülsen zu verhindern, kann das M16 mit einem Hülsenfänger ausgerüstet werden. Abgeschossene heiße Hülsen könnten zu Verbrennungen im Hals- und Nackenbereich und an den unbekleideten Armen führen. Da ein Hülsenfänger aber auch zu Ladehemmungen führen kann, wird er meist nur auf Schießständen verwendet.